# Mighty Servant 1
Le Mighty Servant 1 est un navire transporteur de colis lourds semi-submersible, armé par Dockwise et faisant partie de la classe des Mighty Servant.
Il partage les caractéristiques de base de ses sister-ships, le Mighty Servant 2 et Mighty Servant 3 : notamment sa coque tulipée pour favoriser la stabilité, les caissons de flottabilité arrière amovibles, le château à l'avant, la grande cale inondable et les deux moteurs Diesel.
Cependant, le Mighty Servant 1 a été agrandi en 1999 afin de pouvoir transporter la plate-forme de production P36 ; sa largeur a été portée à 50 m (40 m auparavant) et la coque a par la même occasion été rendue plus « carrée » afin de maximiser la capacité de chargement.

## Opérations notables
Fin 2000, le Mighty Servant 1 a transporté la plate-forme de production Petrobras 40, établissant un nouveau record puisque cette plate-forme pesait 41 106 tonnes ; des stabilisateurs additionnels avaient dû être placés pour supporter la charge et le navire avait dû être submergé quasiment jusqu'à sa profondeur maximale.

## Sources
- Caractéristiques sur le site de Dockwise.
- Frank van Hoorn, chap. LII « Heavy-Lift Ships », dans Thomas Lamb (dir.), Ship Design and Construction [détail des éditions].